# Isländische Fußballmeisterschaft 1940
Die isländische Fußballmeisterschaft 1940 war die 29. Spielzeit der höchsten isländischen Fußballliga.
Es nahmen vier Teams am Bewerb teil, in dem jede Mannschaft jeweils einmal auf jede andere traf. Valur Reykjavík konnte zum siebenten Mal die Meisterschaft gewinnen und gewann damit sieben der vergangenen elf Meisterschaften. Der amtierende Rekordmeister Fram Reykjavík beendete die Meisterschaft am letzten Tabellenplatz.

## Abschlusstabelle
| Pl. | Verein             | Sp. | S | U | N | Tore    | Quote | Punkte |
| --- | ------------------ | --- | - | - | - | ------- | ----- | ------ |
| 1.  | Valur Reykjavík    | 3   | 2 | 1 | 0 | 006:400 | 1,50  | 05:10  |
| 2.  | Víkingur Reykjavík | 3   | 1 | 2 | 0 | 007:400 | 1,75  | 04:20  |
| 3.  | KR Reykjavík       | 3   | 1 | 0 | 2 | 006:600 | 1,00  | 02:40  |
| 4.  | Fram Reykjavík (M) | 3   | 0 | 1 | 2 | 004:900 | 0,44  | 01:50  |

| (M) | amtierender isländischer Meister |

### Kreuztabelle
Die Kreuztabelle stellt die Ergebnisse aller Spiele dieser Saison dar. Die Heimmannschaft ist in der ersten Spalte aufgelistet, die Gastmannschaft in der obersten Reihe. Die Ergebnisse sind immer aus Sicht der Heimmannschaft angegeben.
| 1940               | Fram Reykjavík | Víkingur Reykjavík |     | KR Reykjavík |
| Fram Reykjavík     |                | 2:2                | 2:3 | 0:4          |
| Víkingur Reykjavík | –              |                    | 1:1 | 4:1          |
| Valur Reykjavík    | –              | –                  |     | 2:1          |
| KR Reykjavík       | –              | –                  | –   |              |